# О, Боже!
О, Боже! (англ. Oh, God!) — американська комедія 1977 року.

## Сюжет
Помічник менеджера супермаркету Джеррі Ландерс отримує поштою лист в якому його просять прийти на співбесіду з Богом. Скептично налаштований хлопець зустрічається зі старим, який зве себе Богом. Той каже, що вибрав його, щоб він ніс слово Боже в маси. Тому що тільки коли всі люди об'єднаються разом, то зможуть вирішити світові проблеми.

## У ролях
| Актор           | Роль                      |
| --------------- | ------------------------- |
| Джон Денвер     | Джеррі Ландерс            |
| Джордж Бернс    | Бог                       |
| Террі Гарр      | Боббі Ландерс             |
| Дональд Плезенс | доктор Хармон             |
| Ральф Белламі   | Сем Рейвен                |
| Вільям Деніелс  | Джордж Саммерс            |
| Барнард Хьюз    | Суддя Бейкер              |
| Пол Сорвіно     | Преподобний Віллі Вільямс |
| Баррі Салліван  | єпископ Реардон           |
| Діна Шор        | грає саму себе            |